# Любовные письма (Аристенет)
«Любовные письма» — сочинение византийского писателя Аристенета, созданное в VI веке и представляющее собой сборник фиктивных писем. По альтернативной гипотезе, Аристенет — это имя не автора, а одного из героев произведения. Сюжеты отдельных писем позаимствованы из эротических элегий Каллимаха, часто используются прямые цитаты из произведений Платона, Лукиана, Алкифрона, из греческих романов. Исследователи рассматривают «Письма» как промежуточное произведение между средневековой новеллой и античной эпистолографией, с которой их сближали имена героев, упоминания древнегреческих празднеств и обычаев, текстуальные совпадения. Получившееся в результате произведение оригинально и выдержано в едином стиле и единой идейной направленности.
«Любовные письма» не снискали успеха у первых читателей и в дальнейшем не пользовались популярностью в Византии: их не упоминает ни один византийский автор. Сохранилась только одна рукопись. В 1566 году это произведение было впервые напечатано, в 1595 увидел свет его перевод на латынь, в 1597 — перевод на французский язык. В XVII—XVIII веках «Любовные письма» были популярны, но потом их снова забыли из-за моды на высокую античность, укоренившейся в Европе благодаря Винкельману.

## Публикации
- Византийская любовная проза. Литературные памятники. Перевод с греческого, статья и примечания С. В. Поляковой. М.-Л. Наука 1965 г. (2-е изд. — 1995 г.)